# Daimler DR450
Daimler DR450 — лімузин, що виготовлявся на основі Daimler Majestic Major у Ковентрі (Англія) у період з 1961 по 1968 рік. Це був останній повний автомобіль, розроблений The Daimler Company Limited.

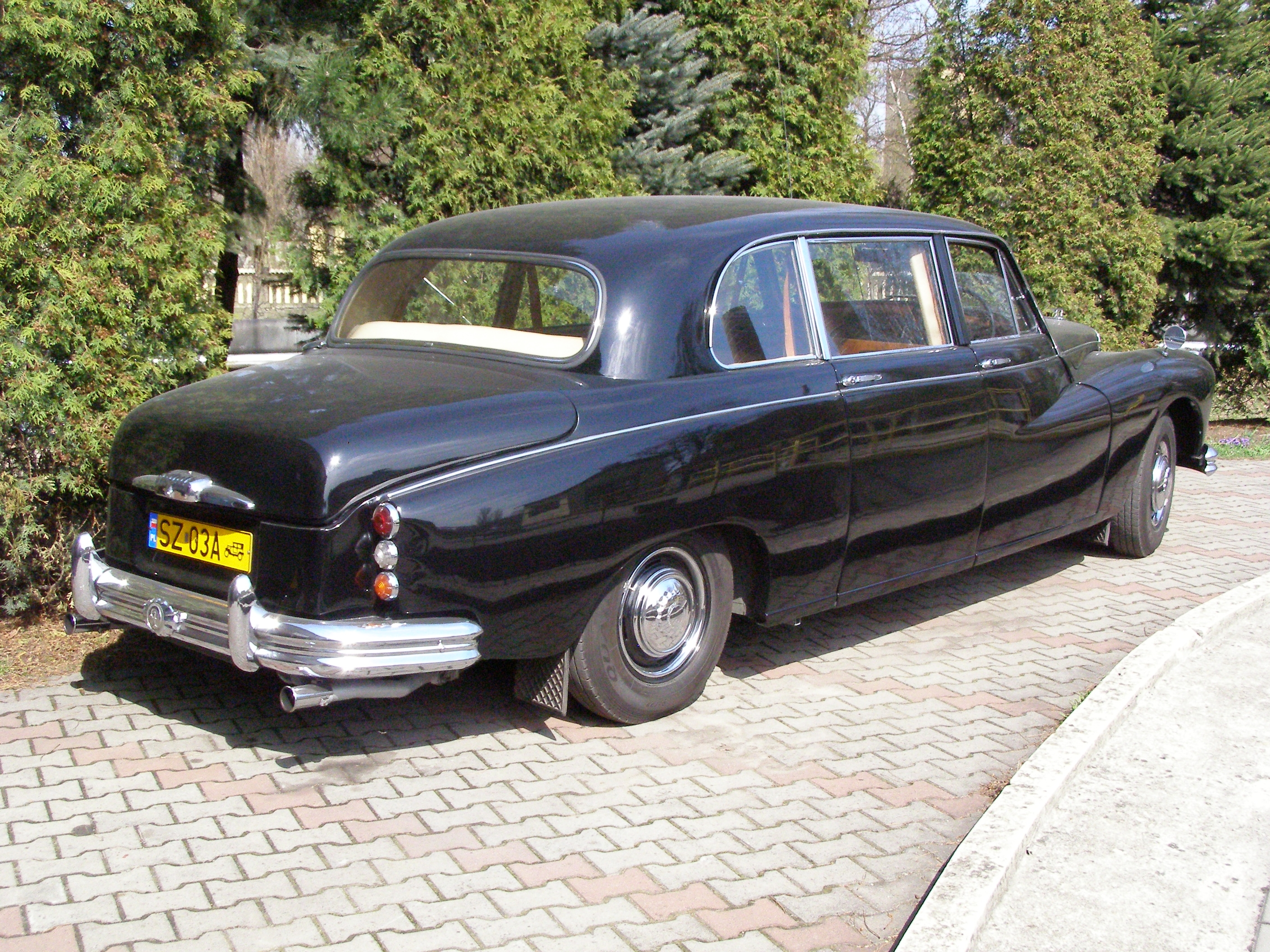

Автомобіль, що прийшов на заміну Daimler DK400, комплектувався двмгуном 4.561 л V8 і автоматичною коробкою передач Borg Warner DG12. Цей лімузин розганявся аж до 182 км на годину, що робило його одним з найшвидших у своєму класі.
Усього виготовлено 864 автомобілів. На зміну йому прийшов Daimler DS420.